# Janis Moser
Janis Jérôme Moser ou J.J. Moser, né le 6 juin 2000 à Bienne, est un joueur professionnel suisse de hockey sur glace. Il évolue à la position de défenseur. 

## Carrière de joueur
Il fait ses débuts dans la NL lors de la saison 2017-2018 en prenant part à 2 matchs avec le HC Bienne. À sa première saison complète dans la NL en 2018-2019, il dispute 43 matchs de saison régulière et 12 matchs de séries. À la fin des éliminatoires de 2019, il signe son premier contrat professionnel de 2 ans avec le HC Bienne, le 10 avril 2019. L'entente est assortie d'une clause échappatoire pour la LNH valide en 2020-2021. 
Le 13 octobre 2020, il obtient une prolongation de contrat d'une durée de 3 ans afin de demeurer avec le HC Bienne jusqu'en 2023-2024.
Éligible au repêchage d'entrée dans la LNH 2021, il est repêché en 2e ronde, 60e choix au total, par les Coyotes de l'Arizona. Le 14 août 2021, il signe son contrat d'entrée de 3 ans avec les Coyotes. 
Il débute la 2021-2022 avec les Roadrunners de Tucson dans la LAH. Il est rappelé par les Coyotes et dispute son premier match dans la LNH, le 15 décembre 2021, face aux Rangers de New York.
Le 28 décembre 2021, il inscrit ses deux premiers buts en carrière dans la LNH contre les Sharks de San José. 

## Carrière internationale
Il représente la Suisse au niveau international. Il prend part aux sélections jeunes.

## Statistiques
| Saison     | Équipe                | Ligue            |     | Saison régulière | Saison régulière | Saison régulière | Saison régulière | Saison régulière |   | Séries éliminatoires | Séries éliminatoires | Séries éliminatoires | Séries éliminatoires | Séries éliminatoires |
| Saison     | Équipe                | Ligue            | PJ  | B                | A                | Pts              | Pun              | PJ               | B | A                    | Pts                  | Pun                  |                      |                      |
| 2016-2017  | HC Bienne U20         | Juniors Élites A | 15  | 0                | 3                | 3                | 4                | 3                | 0 | 0                    | 0                    | 2                    |                      |                      |
| 2017-2018  | HC Bienne U20         | Juniors Élites A | 41  | 6                | 16               | 22               | 22               | 8                | 3 | 3                    | 6                    | 6                    |                      |                      |
| 2017-2018  | HC Bienne             | NL               | 2   | 0                | 1                | 1                | 0                | -                | - | -                    | -                    | -                    |                      |                      |
| 2018-2019  | HC Bienne             | NL               | 43  | 0                | 7                | 7                | 20               | 12               | 0 | 2                    | 2                    | 6                    |                      |                      |
| 2019-2020  | HC Bienne             | NL               | 40  | 2                | 7                | 9                | 10               | -                | - | -                    | -                    | -                    |                      |                      |
| 2020-2021  | HC Bienne             | NL               | 48  | 9                | 21               | 30               | 10               | 2                | 0 | 0                    | 0                    | 0                    |                      |                      |
| 2021-2022  | Roadrunners de Tucson | LAH              | 18  | 5                | 7                | 12               | 11               | -                | - | -                    | -                    | -                    |                      |                      |
| 2021-2022  | Coyotes de l'Arizona  | LNH              | 43  | 4                | 11               | 15               | 16               | -                | - | -                    | -                    | -                    |                      |                      |
| 2022-2023  | Coyotes de l'Arizona  | LNH              | 82  | 7                | 24               | 31               | 35               | -                | - | -                    | -                    | -                    |                      |                      |
| 2023-2024  | Coyotes de l’Arizona  | LNH              | 80  | 5                | 21               | 26               | 35               | -                | - | -                    | -                    | -                    |                      |                      |
| Totaux LNH | Totaux LNH            | Totaux LNH       | 205 | 16               | 56               | 72               | 86               | -                | - | -                    | -                    | -                    |                      |                      |

| Année | Équipe     | Compétition                         |   | PJ | B | A | Pts | Pun      |  | Résultat |
| 2017  | Suisse U18 | Ivan Hlinka -18 ans                 | 4 | 0  | 1 | 1 | 0   | 7e place |  |          |
| 2018  | Suisse -18 | Championnat du monde -18 ans        | 6 | 0  | 0 | 0 | 2   | 9e place |  |          |
| 2019  | Suisse -20 | Championnat du monde junior -20 ans | 7 | 0  | 2 | 2 | 2   | 4e place |  |          |
| 2019  | Suisse     | Championnat du monde                | 3 | 0  | 0 | 0 | 0   | 8e place |  |          |
| 2020  | Suisse -20 | Championnat du monde junior -20 ans | 5 | 0  | 4 | 4 | 2   | 5e place |  |          |
| 2021  | Suisse     | Championnat du monde                | 7 | 0  | 2 | 2 | 2   | 6e place |  |          |
| 2022  | Suisse     | Championnat du monde                | 8 | 1  | 3 | 4 | 2   | 5e place |  |          |